# Épsilon de máquina

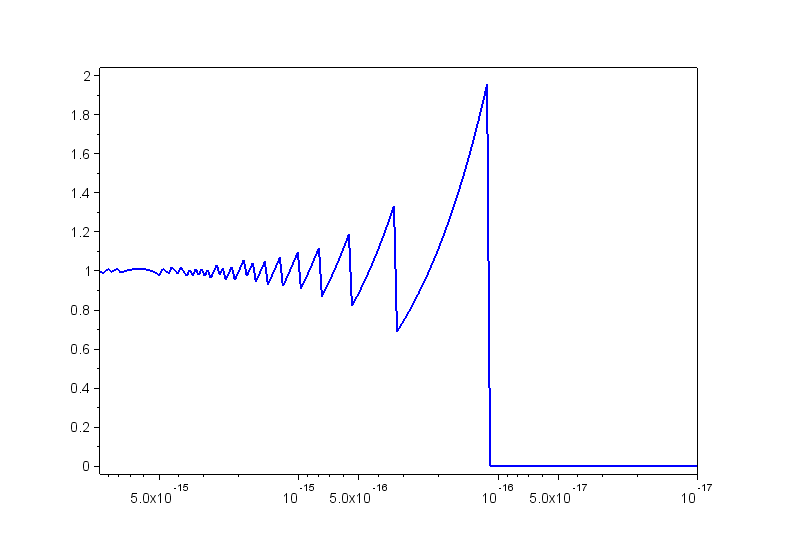
Gráfico de ((1+x)-1)/x calculado em sistema de numeração do tipo 'double'. Idealmente o resultado seria 1, o gráfico mostra o efeito da perda de significância na operação (1+x) quando x é pequeno. Quando x se torna menor que o épsilon de máquina, a expressão se torna nula.

Em aritmética de ponto flutuante, denomina-se épsilon da máquina o menor número que somado a 1 produza resultado diferente de 1, ou seja, que não é arredondado. O épsilon de máquina representa a exatidão relativa da aritmética do computador, e a sua existência é uma consequência direta da precisão finita da aritmética de ponto flutuante. O valor também é chamado de unidade de arredondamento ou menor número representável, e é simbolizado pela letra grega épsilon {\displaystyle \epsilon }.

## Definição formal
Arredondamento é o processo de escolha da representação de um número real em um sistema numérico de ponto flutuante. Para um determinado sistema numérico e um procedimento de arredondamento, o épsilon de máquina é o máximo erro relativo do procedimento escolhido.
Algumas explicações são necessárias para se determinar o valor dessa definição. Um sistema numérico de ponto flutuante é caracterizado por uma base {\displaystyle b}, e por uma precisão {\displaystyle p}, por exemplo, o número de dígitos na base {\displaystyle b} da mantissa (incluindo qualquer bit implícito). Todos os números com o mesmo expoente {\displaystyle e} têm o espaçamento {\displaystyle b^{e-(p-1)}}. O espaçamento muda nos números que são potências perfeitas de {\displaystyle b}; o espaçamento no lado de maior magnitude é {\displaystyle b} vezes maior que o espaçamento no lado de menor magnitude.
Uma vez que o épsilon de máquina é o limite do erro relativo, é suficiente considerar números com expoente {\displaystyle e=0}. Também é suficiente para considerar números positivos. Para o método de arredondamento do valor mais próximo, o erro absoluto de arredondamento é no máximo metade do espaçamento, ou {\displaystyle b^{-(p-1)}/2}. Este valor é o maior numerador possível para o erro relativo. O denominador no erro relativo é o número sendo arredondado, que deve ser o menor possível para tornar o erro maior. O maior erro relativo, portanto, acontece quando o arredondamento é aplicado a números na forma {\displaystyle 1+a} onde {\displaystyle a} está entre {\displaystyle 0} e {\displaystyle b^{-(p-1)}/2}. Todos esses números arredondam para {\displaystyle 1} com erro relativo {\displaystyle a/(1+a)}. O máximo ocorre quando {\displaystyle a} está no limite superior do intervalo. O {\displaystyle 1+a} no denominador tem pouca importância, sendo deixado de fora por conveniência, e apenas {\displaystyle b^{-(p-1)}/2} é tomado com o épsilon de máquina. Como foi mostrado aqui, o erro relativo é maior para números que são arredondados para {\displaystyle 1}, então o épsilon de máquina também é chamado de unidade de arredondamento, significando simplesmente "o máximo erro que pode ocorrer quando se arredonda para o valor unitário".
Assim, o máximo espaçamento entre um número normalizado em ponto flutuante {\displaystyle x}, e um número normalizado adjacente é {\displaystyle 2\epsilon } x {\displaystyle |x|}.

## Modelo aritmético
A análise numérica usa o épsilon de máquina para estudar os efeitos dos erros de arredondamento. Os reais erros da aritmética computacional são complexos demais para serem diretamente estudados, então, em vez disso, o seguinte modelo simplificado é utilizado. O padrão aritmético da IEEE define que todas as operações de ponto flutuante são feitas como se fosse possível executá-las com precisão infinita, e então o resultado é arredondado para um número de ponto flutuante. Suponha que (1) {\displaystyle x} e {\displaystyle y} são números de ponto flutuante, que (2) {\displaystyle \bullet } é uma operação aritmética em ponto flutuante como adição ou multiplicação, e que (3) {\displaystyle \circ } é a operação de precisão infinita. De acordo com o padrão, o computador calcula:
{\displaystyle x\bullet y={\mbox{round}}(x\circ y)}
Pela definição, o erro relativo do arredondamento é máximo quando igual ao épsilon da máquina, então:
{\displaystyle x\bullet y=(x\circ y)(1+z)}
onde {\displaystyle z} em grandeza absoluta é no máximo {\displaystyle \epsilon }.

## Como determinar o épsilon de máquina
Os valores de épsilon de máquina a seguir se aplicam a formatos padronizados de ponto flutuante:
| IEEE 754 - 2008 | Nome usual                 | Tipo de dado em C++ | Base {\displaystyle b} | Precisão {\displaystyle p} | Épsilon de máquina[a] {\displaystyle b^{-(p-1)}/2} | Épsilon de máquina[b] {\displaystyle b^{-(p-1)}} |
| --------------- | -------------------------- | ------------------- | ---------------------- | -------------------------- | -------------------------------------------------- | ------------------------------------------------ |
| binary16        | meia precisão              | indisponível        | 2                      | 11 (um bit implícito)      | 2 -11 = 4.88e-04                                   | 2 -10 = 9.77e-04                                 |
| binary32        | precisão singular          | float               | 2                      | 24 (um bit implícito)      | 2 -24 = 5.96e-08                                   | 2 -23 = 1.19e-07                                 |
| binary64        | precisão dupla             | double              | 2                      | 53 (um bit implícito)      | 2 -53 = 1.11e-16                                   | 2 -52 = 2.22e-16                                 |
| binary80        | precisão estendida         | _float80            | 2                      | 64                         | 2 -64 = 5.42e-20                                   | 2 -63 = 1.08e-19                                 |
| binary128       | precisão quádrupla         | _float128           | 2                      | 113 (um bit implícito)     | 2 -113 = 9.63e-35                                  | 2 -112 = 1.93e-34                                |
| decimal32       | precisão singular decimal  | _Decimal32          | 10                     | 7                          | 5 × 10 -7                                          | 10−6                                             |
| decimal64       | precisão dupla decimal     | _Decimal64          | 10                     | 16                         | 5 × 10 -16                                         | 10−15                                            |
| decimal128      | precisão quádrupla decimal | _Decimal128         | 10                     | 34                         | 5 × 10 -34                                         | 10−33                                            |

a de acordo com Prof. Demmel, LAPACK, Scilab
b de acordo com Prof. Higham; Padrão ISO C; constantes de linguagem C, C++ e Python; Mathematica, MATLAB e Octave

O épsilon de máquina de um sistema pode ser aproximado (a um fator de 2) pelo seguinte algoritmo em pseudocódigo: 
```
eps
=
1

while
 
(
eps
+
1
)
 
>
 
1

   
eps
=
eps
/
2

end

eps
=
eps
*
2

```

## Cancelamento catastrófico
O cancelamento catastrófico é um efeito que ocorre quando excedemos o limite de precisão do sistema de numeração, sendo caracterizado por um aumento substancial do erro relativo dos resultados. O exemplo característico desse tipo de erro é quando o resultado da subtração de dois números se aproxima do valor do épsilon de máquina.